# Mercedes-Benz Junior Cup

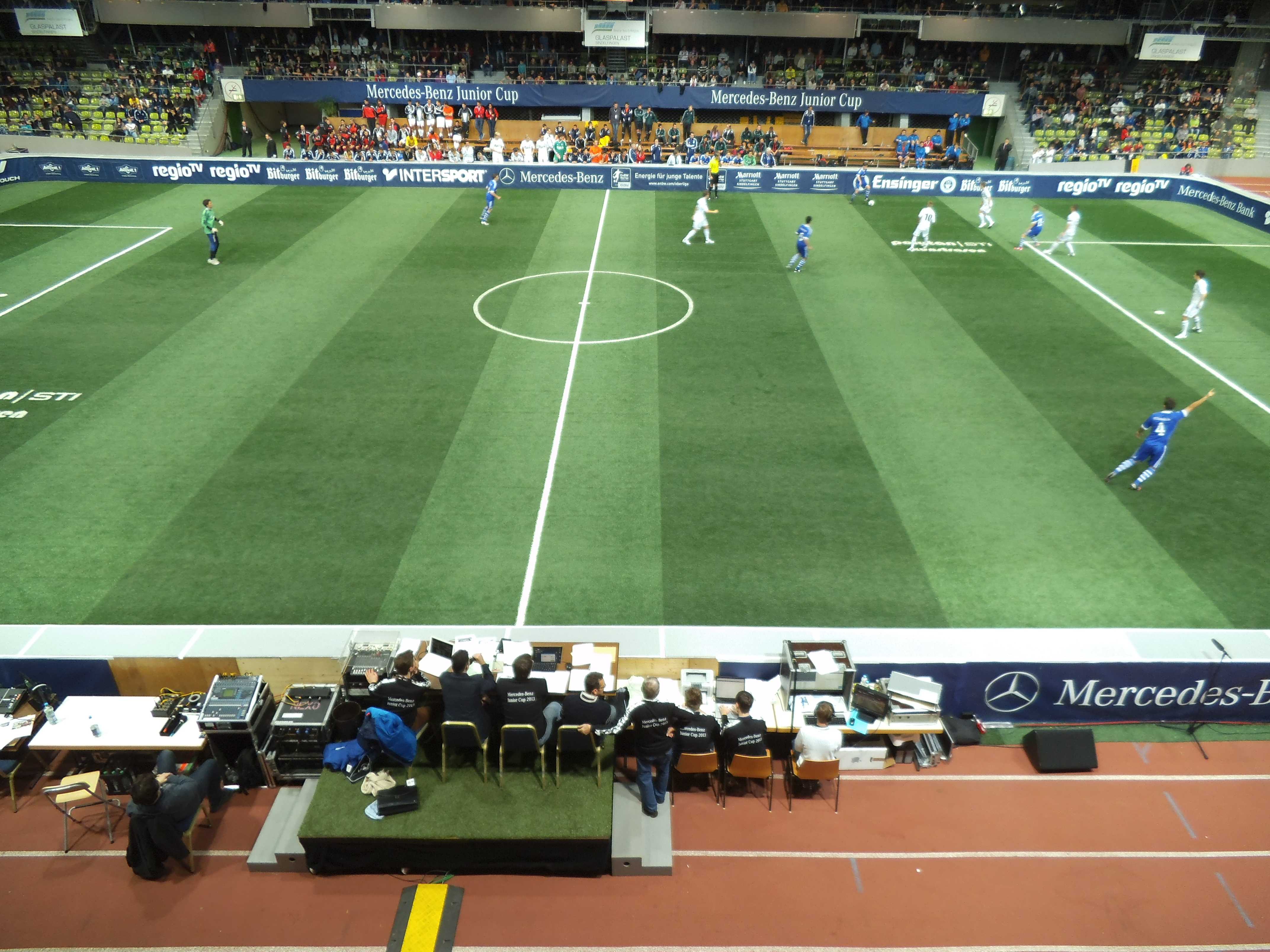
Mercedes-Benz Junior Cup 2013

Der Mercedes-Benz Junior Cup ist ein internationales A-Jugend-Fußballturnier, das jährlich Anfang Januar im Glaspalast in Sindelfingen stattfindet. Es wird seit 1991 ein Profi-Turnier und ein Auszubildenden-Turnier ausgetragen. Rekordsieger des Profi-Turniers ist der VfB Stuttgart mit sieben Turniersiegen. Bis 1998 hieß das Turnier Daimler-Benz Junior Cup, von 1999 bis 2007 hieß das Turnier DaimlerChrysler Junior Cup.

## Das Turnier
Gespielt wird auf einem 50 × 30 Meter großen mit Gummigranulat gefüllten Kunstrasenfeld, das an allen Seiten mit einer ein Meter hohen Holzbande umgeben ist. Die Tore sind 5 × 2 Meter groß. Als Besonderheit weist das Spielfeld „runde Ecken“ auf, wie es sie auch im Eishockey gibt.
Sportportale wie spox.com und kicker.de zeigten teils Livestreams vom Turnier. 2013 wurde der Mercedes-Benz Junior Cup erstmals vom Fernsehsender Sport1 übertragen. Viele internationale Spitzenteams wie der FC Barcelona, Tottenham Hotspur, RSC Anderlecht, Paris Saint-Germain, Urawa Red Diamonds oder Club América und zahlreiche spätere Nationalspieler waren Teilnehmer beim Mercedes-Benz Junior Cup. Auch Jugendnationalmannschaften aus Ländern wie Argentinien, Kamerun, Kuba, Vietnam und dem Iran nahmen bereits am Mercedes-Benz Junior Cup teil.
Im April 2002 übergab der damalige stellvertretende Ministerpräsident von Baden-Württemberg Walter Döring dem kubanischen Fußballverband persönlich eine Einladung für die kubanische U-19-Nationalmannschaft zum DaimlerChrysler Junior Cup 2003. Durch die Annahme dieser Einladung reiste diese Auswahl erstmals in ihrer Geschichte nach Europa. In ihrer damaligen Zusammensetzung reiste auch die U-19-Nationalmannschaft Kameruns für dieses Turnier erstmals nach Europa. Zuvor hatte der damalige kamerunische Nationaltrainer Winfried Schäfer wegen einer Teilnahme angefragt und erklärte dieser internationale Vergleich sei auch schon im A-Jugendalter wichtig. Das U-19-Nationalteam von Vietnam absolvierte beim DaimlerChrysler Junior Cup 2004 seine ersten Hallenspiele überhaupt. 2005 nahm die U-19-Nationalmannschaft von Nordkorea am DaimlerChrysler Junior Cup teil. In der nordkoreanischen Mannschaft wurden vor allem die Spieler nominiert, die ein Jahr zuvor bei der U-17-Asienmeisterschaft den zweiten Platz belegt und sich für die U-17-Weltmeisterschaft 2005 in Peru qualifiziert hatten.
Am Auszubildendenturnier nehmen zehn Mannschaften von Auszubildenden aus verschiedenen Betrieben der Mercedes-Benz Group teil.
Das Turnier wird im Rahmen der Sindelfinger Hallenfußball-Gala von den Fußballabteilungen des GSV Maichingen und VfL Sindelfingen organisiert.
Das bei den Turnieren erwirtschaftete Geld wird jährlich für einen guten Zweck gespendet. Allein bis 2002 waren das insgesamt 350.000 Euro. Häufig geht das Geld an ein SOS-Kinderdorf. Manchmal wird auch für Opfer von aktuellen Katastrophen gespendet. 2004 wurde entschieden, einen Großteil der Gelder den Opfern eines Erdbebens im Iran zu spenden.
Das Turnier erreicht jährlich Zuschauerzahlen von knapp 10.000 Zuschauern.

## Bisherige Sieger des Profi-Turniers
| Jahr | Sieger                                 |
| ---- | -------------------------------------- |
| 1991 | RSC Anderlecht                         |
| 1992 | Paris Saint-Germain                    |
| 1993 | Eintracht Frankfurt                    |
| 1994 | Ungarn                                 |
| 1995 | VfB Stuttgart                          |
| 1996 | VfB Stuttgart                          |
| 1997 | Türkei                                 |
| 1998 | Berlin                                 |
| 1999 | Steiermark                             |
| 2000 | VfB Stuttgart Anm. Österreich Anm.     |
| 2001 | Borussia Dortmund                      |
| 2002 | VfB Stuttgart                          |
| 2003 | Hertha BSC                             |
| 2004 | Hertha BSC                             |
| 2005 | Werder Bremen                          |
| 2006 | FC Schalke 04                          |
| 2007 | VfB Stuttgart                          |
| 2008 | Dinamo Zagreb                          |
| 2009 | Karlsruher SC                          |
| 2010 | Bayer 04 Leverkusen                    |
| 2011 | SC Freiburg                            |
| 2012 | 1. FSV Mainz 05                        |
| 2013 | FC Schalke 04                          |
| 2014 | FC Schalke 04                          |
| 2015 | Manchester United                      |
| 2016 | SK Rapid Wien                          |
| 2017 | TSG 1899 Hoffenheim                    |
| 2018 | Hertha BSC                             |
| 2019 | FC Liverpool                           |
| 2020 | SK Rapid Wien                          |
| 2021 | Keine Austragung aufgrund von COVID-19 |
| 2022 | Keine Austragung aufgrund von COVID-19 |
| 2023 | SK Rapid Wien                          |
| 2024 | VfB Stuttgart                          |
| 2025 | VfB Stuttgart                          |

| Titel | Mannschaft          | Jahr(e)                                          |
| ----- | ------------------- | ------------------------------------------------ |
| 7     | VfB Stuttgart       | 1995, 1996, 2000 Anm., 2002, 2007, 2024 und 2025 |
| 3     | Hertha BSC          | 2003, 2004 und 2018                              |
| 3     | FC Schalke 04       | 2006, 2013 und 2014                              |
| 3     | SK Rapid Wien       | 2016, 2020 und 2023                              |
| 1     | RSC Anderlecht      | 1991                                             |
| 1     | Paris Saint-Germain | 1992                                             |
| 1     | Eintracht Frankfurt | 1993                                             |
| 1     | Ungarn              | 1994                                             |
| 1     | Türkei              | 1997                                             |
| 1     | Berlin              | 1998                                             |
| 1     | Steiermark          | 1999                                             |
| 1     | Österreich          | 2000 Anm.                                        |
| 1     | Borussia Dortmund   | 2001                                             |
| 1     | Werder Bremen       | 2005                                             |
| 1     | Dinamo Zagreb       | 2008                                             |
| 1     | Karlsruher SC       | 2009                                             |
| 1     | Bayer 04 Leverkusen | 2010                                             |
| 1     | SC Freiburg         | 2011                                             |
| 1     | 1. FSV Mainz 05     | 2012                                             |
| 1     | Manchester United   | 2015                                             |
| 1     | TSG 1899 Hoffenheim | 2017                                             |
| 1     | FC Liverpool        | 2019                                             |

## Bisherige internationale Teilnehmer des Profi-Turniers
- Afrika: Ägypten, Kamerun, Malawi, Nigeria, Südafrika
- Asien: Guangzhou Evergrande, Iran, Israel, Nordkorea, Südkorea, Urawa Red Diamonds, Vietnam
- Amerika: Atlanta United FC, Alabama, Argentinien, Fluminense FC, Kalifornien, Kuba, Club América, Panama, Porto Alegre Brazil, FC São Paulo, USA
- Europa: AZ Alkmaar, RSC Anderlecht, Panathinaikos Athen, AJ Auxerre, FC Barcelona, FC Basel, Belarus, Girondins Bordeaux, Brøndby IF, FC Brügge, Ferencváros Budapest, Bulgarien, Crystal Palace, PSV Eindhoven, Lechia Gdańsk, Servette Genf, Sampdoria Genua, Celtic Glasgow, Glasgow Rangers, FC Innsbruck, Beşiktaş Istanbul, Fenerbahçe Istanbul, Galatasaray Istanbul, FC Kopenhagen, Kroatien, Leeds United, Leicester City, Liechtenstein, FC Liverpool, Manchester United, Mazedonien, FC Middlesbrough, AS Monaco, Torpedo Moskau, Österreich, Paris Saint-Germain, Lech Posen, Sparta Prag, Víkingur Reykjavík, AS Rom, Lazio Rom, Feyenoord Rotterdam, Russland, Royale Union Saint-Gilloise, FC Red Bull Salzburg, SV Casino Salzburg, Zenit Sankt Petersburg, Steiermark, Tottenham Hotspur, Rosenborg Trondheim, Tschechien, Ukraine, Vejle BK, SK Rapid Wien, Dinamo Zagreb, Grasshopper Club Zürich